# Kameleon Jacksona
Kameleon Jacksona, kameleon trójrogi (Trioceros jacksonii) – gatunek jaszczurki z rodziny kameleonowatych (Chamaeleonidae), naturalnie występujący we wschodniej Afryce, introdukowany na Hawaje. Zwierzę to jest ubarwione na zielono bądź żółtobrązowo.
W populacji jest więcej samców niż samic. Zazwyczaj samce stanowią 60–70% danej populacji.

## Środowisko

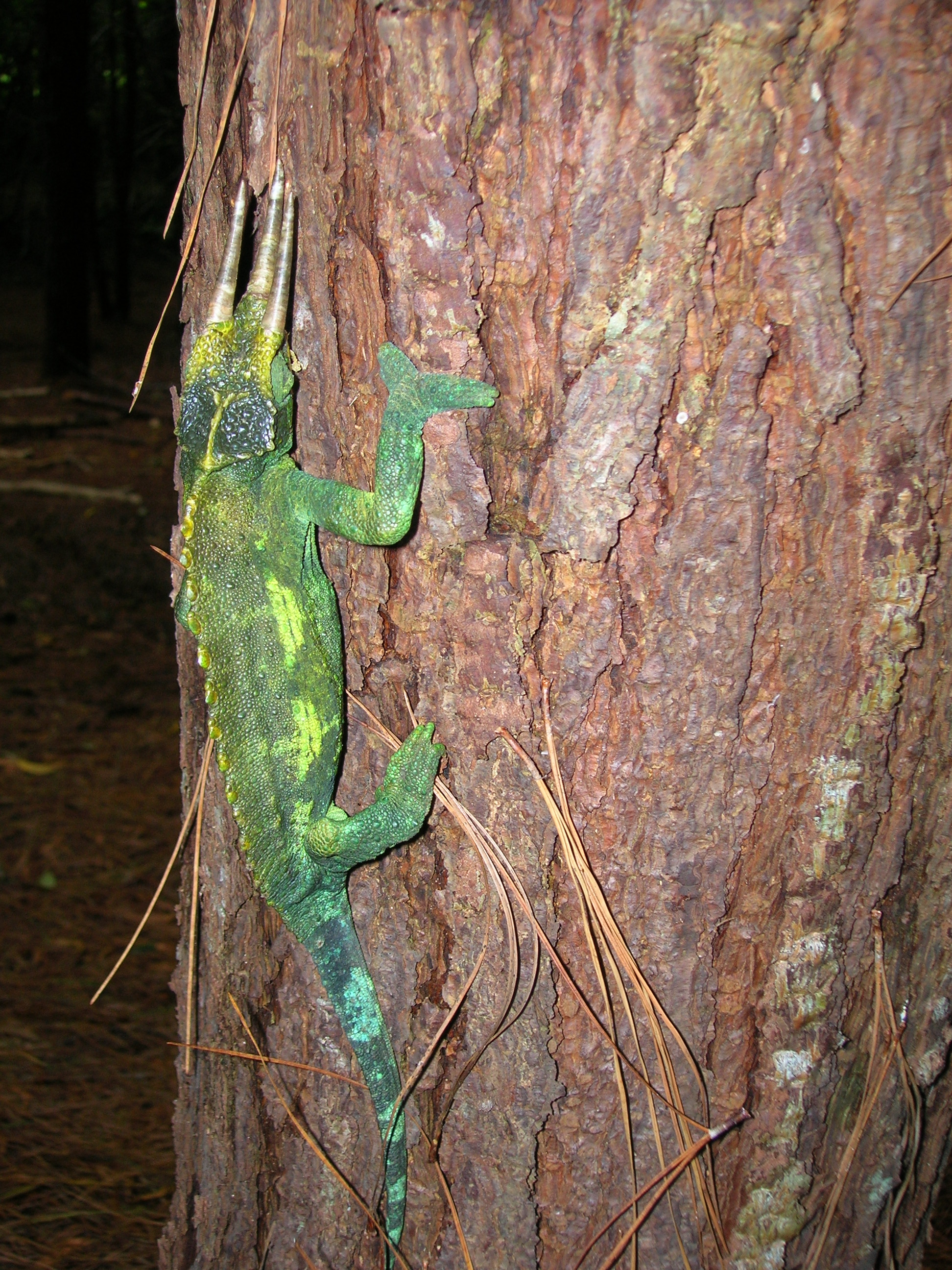
Kameleon trójrogi wspinający się na drzewo na wyspie Maui

Kameleon Jacksona zamieszkuje lasy Kenii i Tanzanii. W górach występuje do 3000 m n.p.m. Obszary te leżą w strefie klimatu tropikalnego. Wahania temperatury w ciągu roku są stosunkowo niewielkie, natomiast dobowa różnica temperatur jest bardzo duża. W ciągu dnia temperatura sięga 28 °C, a nocą spada do 5 °C.
W 1972 r. 36 kameleonów Jacksona zostało sprowadzonych na Hawaje w celach handlowych. Zwierzęta tak źle zniosły podróż, że właściciel sklepu zoologicznego wypuścił je na wolność. Kameleony zaaklimatyzowały się i dały początek niewielkiej populacji tych zwierząt żyjących na wolności na tych wyspach.
Kameleony Jacksona pochodzące z górskich rejonów wschodniej Afryki są większe i jaskrawiej ubarwione od swych krewniaków zamieszkujących tereny nizinne.

## Zachowanie
Kameleon prowadzi nadrzewny tryb życia. Pewnie porusza się po gałęziach, które mocno chwyta łapami i ogonem. Jego ruchy są powolne, ale zwierzę nie ma trudności z dotarciem na wybraną gałąź. Ranek kameleon rozpoczyna od kąpieli słonecznej. Aby móc wspinać się po drzewach i polować, musi podnieść temperaturę ciała, wychłodzonego w czasie nocy. Gdy się rozgrzeje, wyrusza na polowanie. Jeśli znajdzie odpowiednie miejsce, pozostaje nieruchomy lub lekko kołysze ciałem, naśladując ruch otaczających go liści, a dużymi, ruchliwymi oczami wypatruje ofiary. Gdy dostrzeże owada, obraca powoli w jego stronę głowę i ocenia odległość dzielącą go od zdobyczy. Gdy jest ona zbyt duża, kameleon stara się podejść bliżej. Jego ruchy są wtedy bardzo wolne, niedostrzegalne dla owada. Gdy odległość jest wystarczająca, gad błyskawicznie wyrzuca do przodu długi, lepki na końcu język i chwyta zdobycz. Mniejsze owady połyka w całości, duże są najpierw gniecione zębami. Preest i współpracownicy (2016) stwierdzili występowanie na głowach przedstawicieli tego gatunku worka, w którym zbiera się kleista substancja powstała z rozkładających się resztek jedzenia i zrzucanej skóry; kameleony Jacksona wcierają zawartość tego worka w gałęzie roślin, a następnie chwytają zwabione zapachem substancji owady. Kameleon pije, wykorzystując każdą kroplę rosy lub deszczu.

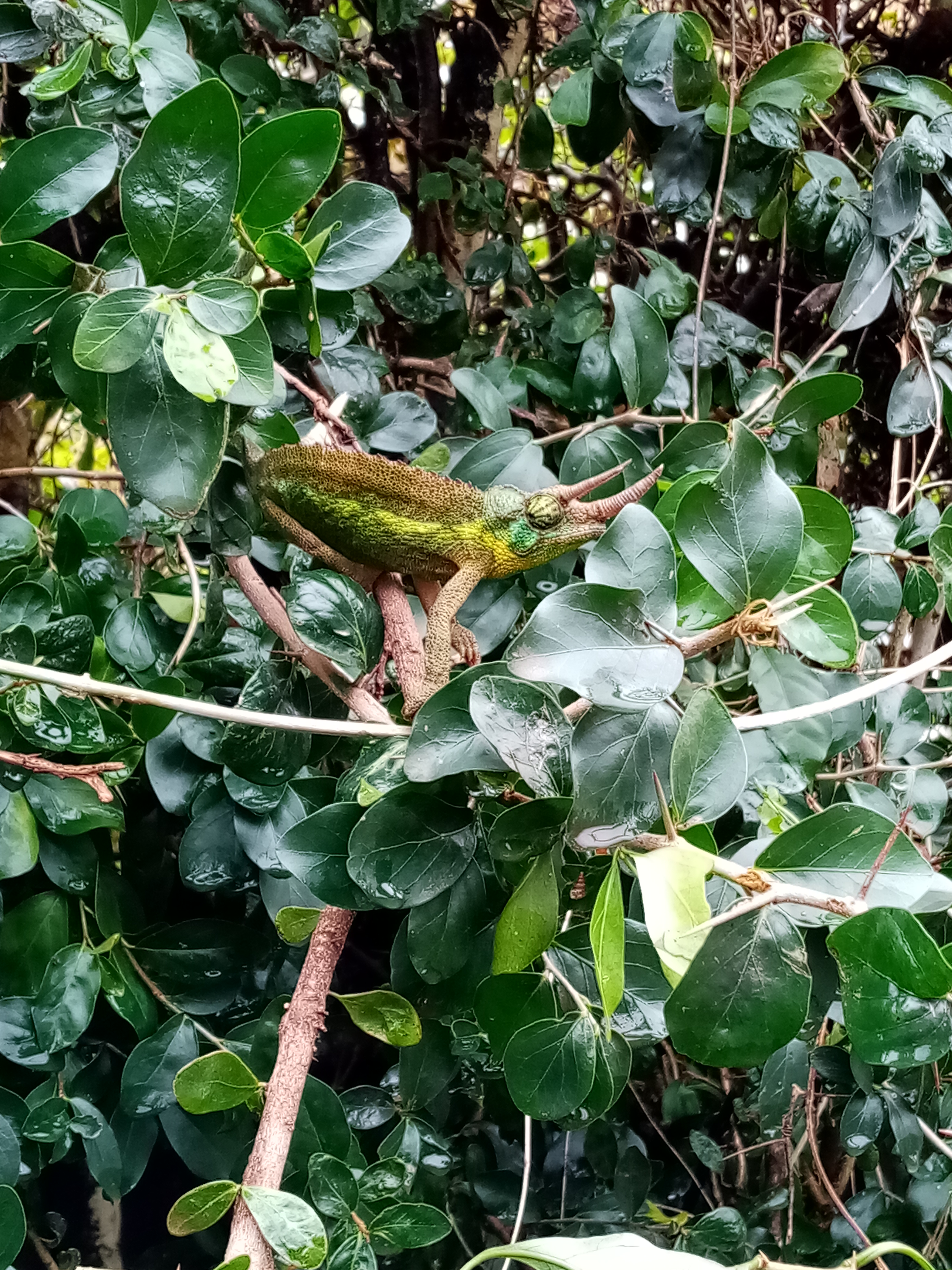
Kamuflaż

Jest zwierzęciem terytorialnym, szczególnie samce zaciekle bronią swoich rewirów. W czasie walki biją przeciwnika rogami. Gryzą, warczą i parskają na siebie, starając się zepchnąć z gałęzi rywala. Czasami kameleon schodzi na ziemię. Porusza się, przyjmując charakterystyczną postawę – unosi na czterech łapach tułów i prostuje ogon. Jedyną jego bronią przed wrogami, podobnie jak u pozostałych kameleonów, jest umiejętność doskonałego wtapiania się w otoczenie, żeby nic mu nie groziło.

## Galeria

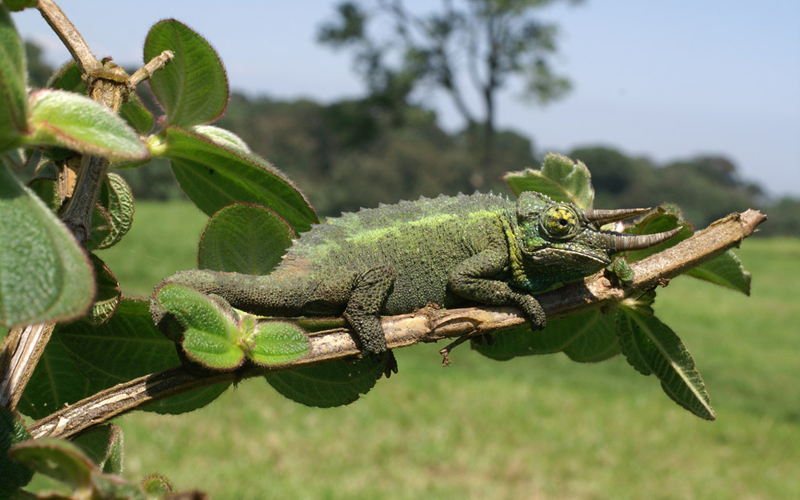
Kameleon wspinający się po gałęziach na górze Kenia w swoim naturalnym środowisku
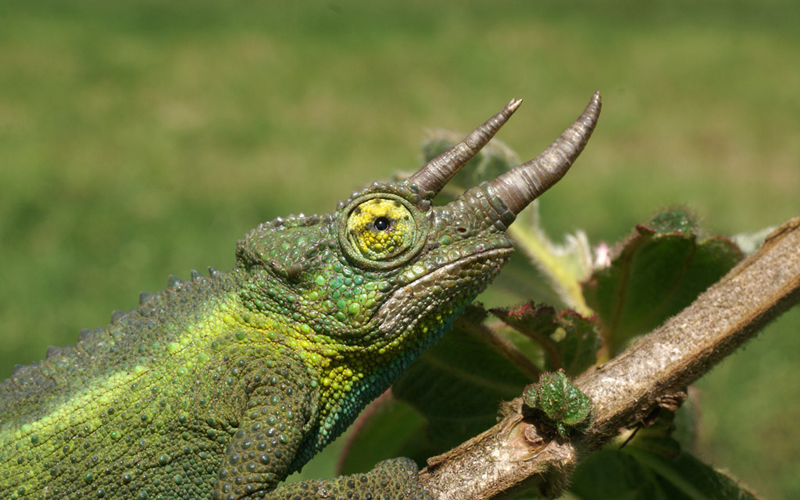
Samiec T. j. jacksonii w swoim naturalnym środowisku na południowym zboczu góry Kenia, w pobliżu Castle Forest Lodge
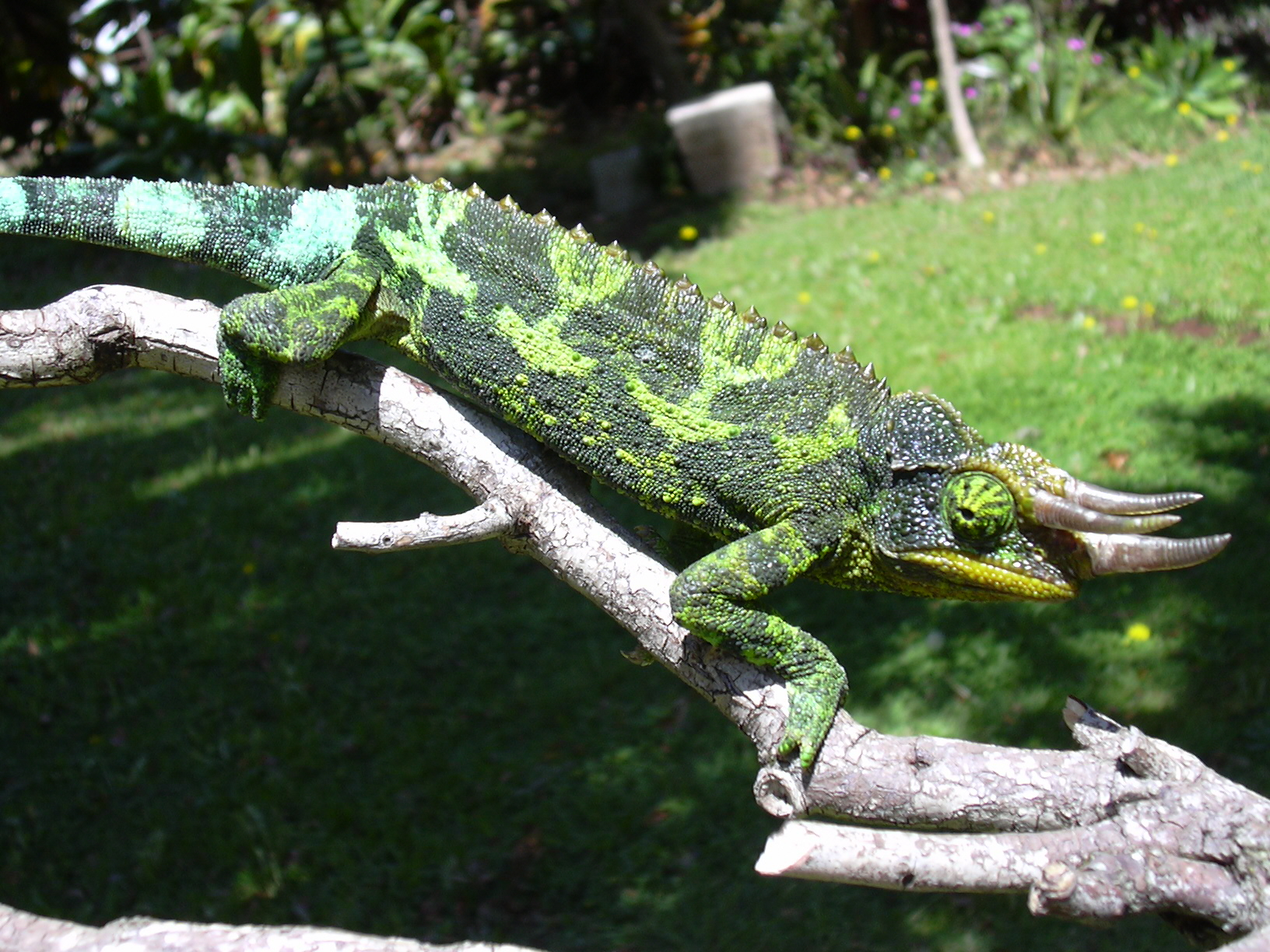
Kameleon trójrogi wspinający się na gałęzi w hrabstwie Maui, Makawao
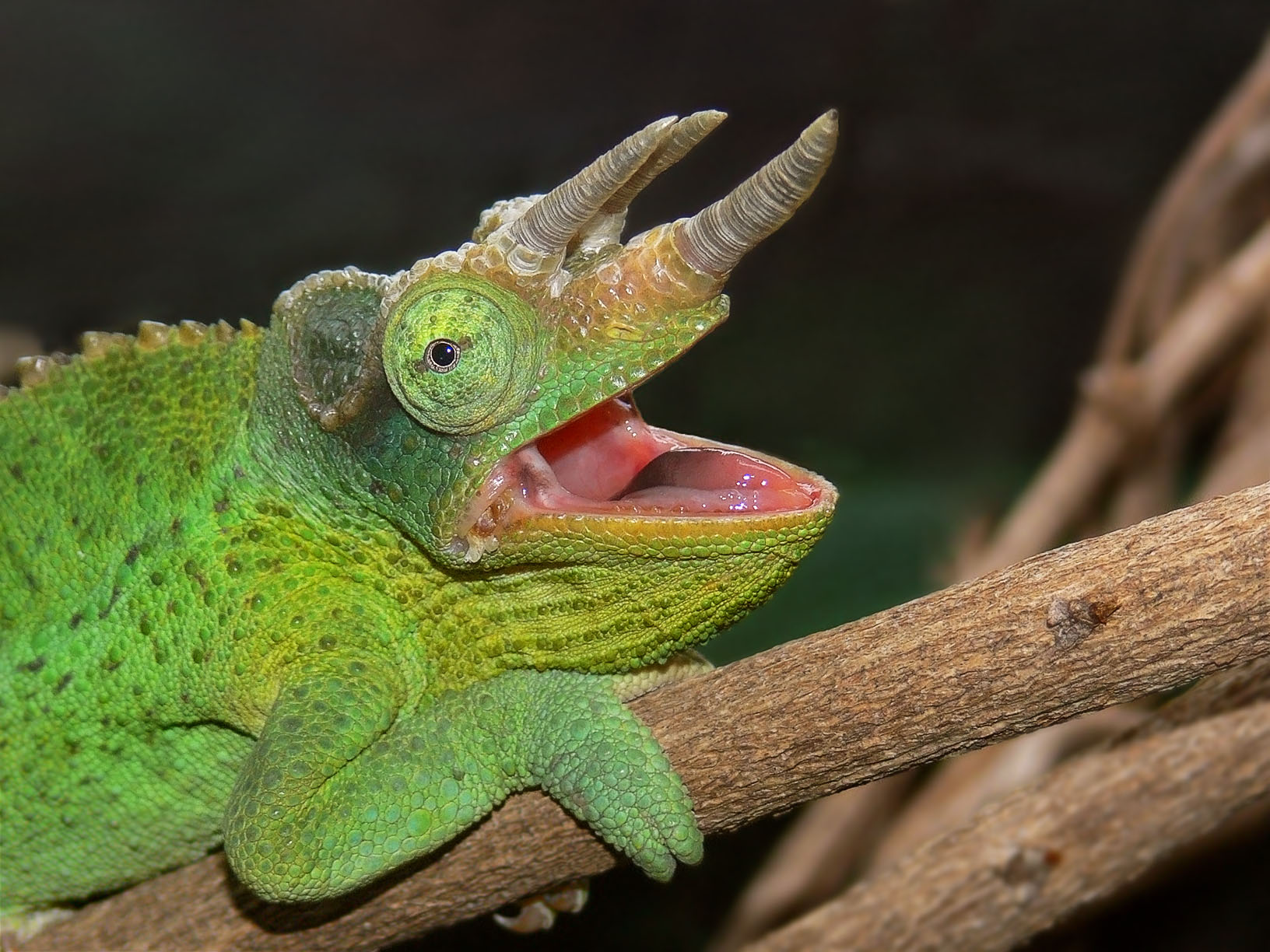
Kameleon trójrogi w Melbourne Zoo
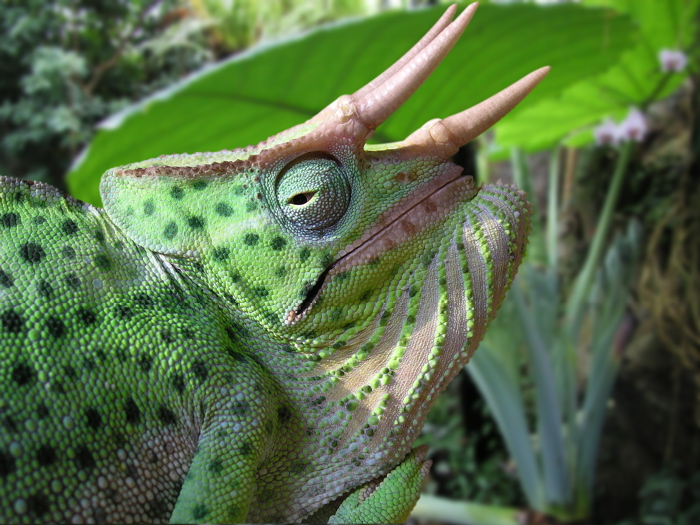
Podobny gatunek Trioceros deremensis ma podobne rogi, ale wyraźnie powiększony płat ucha